# Live Alive Quo
Live Alive Quo es el tercer álbum en vivo de la banda británica de rock Status Quo, publicado en 1992 por Polydor Records. Fue grabado en el festival Live at Radio 1FM's "25th Anniversary Party in the Park", que se celebró en Birmingham el 30 de agosto de 1992 ante 125 000 personas.
El listado de canciones incluyó el tema «Roadhouse Medley», que dura más de veinte minutos y que se compone de «Roadhouse Blues» —original de The Doors— y partes de «The Wanderer», «Marguerita Time», «Living on an Island», «Break the Rules», «Something 'Bout You Baby I Like» y «The Price of Love», esta última original de Everly Brothers. Además, las tres últimas pistas fueron incluidas solo en el lanzamiento en formato disco compacto y fueron grabadas en Wembley en 1990.
Alcanzó el puesto 37 en el Reino Unido, y para promocionarlo se publicó como sencillo el tema «Roadhouse Medley (Anniversary Waltz Part 25)» que logró el puesto 21 en el conteo de sencillos de su propio país.

## Lista de canciones
| N.º | Título                       | Escritor(es)          | Duración |  |
| 1.  | «Whatever You Want»          | Parfitt, Bown         | 4:29     |  |
| 2.  | «In the Army Now»            | Bolland, Bolland      | 4:13     |  |
| 3.  | «Burning Bridges»            | Rossi, Bown           | 3:52     |  |
| 4.  | «Rockin' All Over the World» | John Fogerty          | 3:57     |  |
| 5.  | «Roadhouse Medley»           | varios                | 20:25    |  |
| 6.  | «Caroline»                   | Rossi, Bob Young      | 3:57     |  |
| 7.  | «Don't Drive My Car»         | Parfitt, Bown         | 4:04     |  |
| 8.  | «Hold You Back»              | Rossi, Parfitt, Young | 4:31     |  |
| 9.  | «Little Lady»                | Parfitt               | 3:27     |  |

| Pista adicional en remasterización de 2006 |                                       |              |          |  |
| N.º                                        | Título                                | Escritor(es) | Duración |  |
| 10.                                        | «Roadhouse Medley» (versión sencillo) | varios       | 4:56     |  |

## Músicos
- Francis Rossi: voz y guitarra líder
- Rick Parfitt: voz y guitarra rítmica
- John Edwards: bajo
- Jeff Rich: batería
- Andy Bown: teclados